# Sam Heughan
Sam Heughan (IPA: /ˈhjuːən/; New Galloway, 30 aprile 1980) è un attore scozzese.

## Biografia
Nasce a Balmaclellan, frazione di New Galloway (Scozia), il 30 aprile 1980. Precedentemente i genitori appartenevano ad una comunità hippie chiamata Gandalf's Garden, ispirata a Il Signore degli Anelli. Il padre lascia la famiglia quando è ancora bambino. Quando ha 12 anni si trasferisce con la madre ed il fratello maggiore ad Edimburgo. Dopo il diploma frequenta poi la Royal Scottish Academy of Music and Drama in Glasgow.
Ha fondato nel 2015 un'associazione benefica chiamata My Peak Challenge che si definisce come un movimento globale dedicato ad educare e ispirare i suoi membri a vivere in modo più sano, più felice e bilanciato mentre si raccolgono fondi per cambiare le vite altrui. È una comunità e un sistema di aiuto basato sull'idea che tutti possiamo avere effetti positivi nel cambiare la nostra vita aiutando gli altri al contempo. I fondi raccolti vengono destinati ad associazioni benefiche, che cambiano di anno in anno, tra cui quella chiamata Bloodwise che si occupa della ricerca di una cura contro le leucemie.

## Carriera

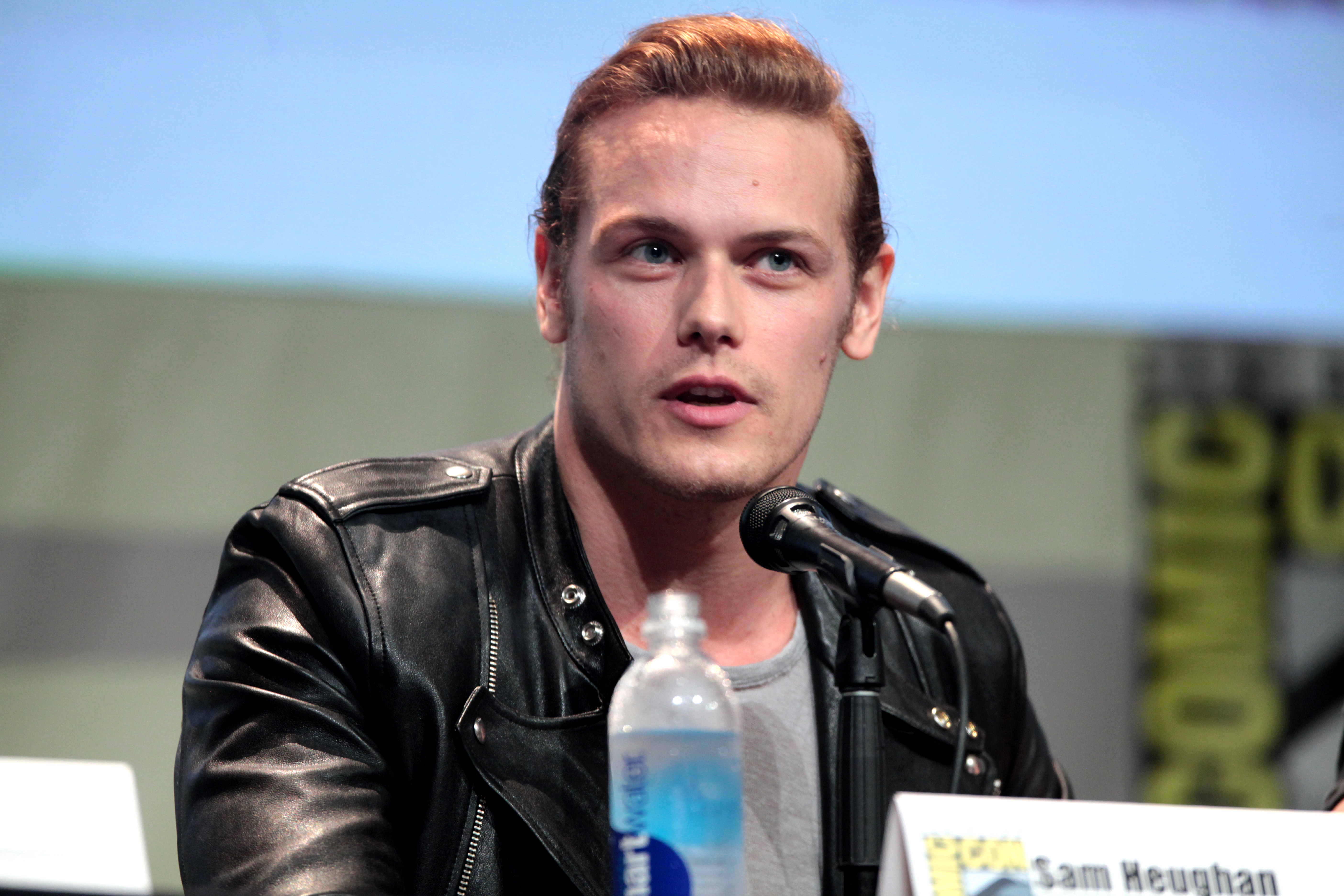
Sam Heughan al SDCC 2015

Nel 2003, riceve una candidatura ai Laurence Olivier Awards nella categoria Nuovo attore più promettente grazie alla sua interpretazione nei panni di John nella commedia Outlying Lands.
Nel 2009, recita nel programma televisivo Doctors.
Nel 2010, interpreta in alcune pubblicità il fondatore della fabbrica di birra Wellpark Brewery. Queste vincono molti premi ai Scottish Advertising Awards.
Nel 2011, è protagonista al fianco di Katie McGrath e Roger Moore in Natale a Castlebury Hall.
Tra il 2011 e il 2012, interpreta Batman nello spettacolo Batman Live.
Dal 2013 interpreta il protagonista Jamie Fraser nella serie televisiva Outlander, basata sull'omonima serie di romanzi di Diana Gabaldon.
Nel 2016, Heughan è stato nominato primo Global Brand Ambassador di Barbour.
Nel novembre del 2022 vince il BAFTA Scozia, filiale scozzese della British Academy of Film and Television Arts, per la sua interpretazione di Jamie Fraser nella serie televisiva Outlander.

## Filmografia

### Cinema
- Small Moments, regia di Jeremy Raison – cortometraggio (2001)
- Emulsion, regia di Suki Singh (2014)
- Heart of Lightness, regia di Jan Vardoen (2014)
- When the Starlight Ends, regia di Adam Sigal (2016)
- Il tuo ex non muore mai (The Spy Who Dumped Me), regia di Susanna Fogel (2018)
- Bloodshot, regia di Dave Wilson (2020)
- SAS: Red Notice, regia di Magnus Martens (2021)
- Love Again, regia di James C. Strouse (2023)

### Televisione
- Island at War – miniserie TV, 1 puntata (2001)
- River City – serie TV, 4 episodi (2005)
- Party Animals – serie TV, 2 episodi (2007)
- A Very British Sex Scandal, regia di Patrick Reams – film TV (2007)
- The Wild West – miniserie TV, 1 puntata (2006)
- L'ispettore Barnaby (Midsomer Murders) – serie TV, episodio 10x03 (2007)
- Rebus – serie TV, episodio 4x04 (2007)
- Breaking the Mould, regia di Peter Hoar – film TV (2009)
- Doctors – soap opera, 21 puntate (2009)
- First Light, regia di Matthew Whiteman – film TV (2010)
- Any Human Heart – miniserie TV, 1 puntata (2010)
- Natale a Castlebury Hall (A Princess for Christmas), regia di Michael Damian – film TV (2011)
- Outlander – serie TV, 91 episodi (2014-in corso)
- La coppia della porta accanto (The Couple Next Door), regia di Dries Vos – miniserie TV (2023)

## Teatro
- Outlying Islands al Royal Court Theatre (2002)
- Knives in Hens TAG Theatre Company (2005)
- The Vortex al Royal Exchange Theatre (2007)
- Amleto al Citizens Theatre (2007)
- The Pearlfisher al Traverse Theatre (2007)
- Romeo e Giulietta al Dundee Repertory Theatre (2008)
- Macbeth al Royal Lyceum Theatre (2008)
- Plague Over England al Duchess Theatre (2009)
- Batman Live (2011-2012)
- Re Giovanni al Oran Mor Theatre (2012)

## Doppiatori italiani
Nelle versioni in italiano dei suoi lavori, Sam Heughan è stato doppiato da:
- Stefano Crescentini in Natale a Castlebury Hall, Outlander, SAS: Red Notice, La coppia della porta accanto
- Edoardo Stoppacciaro in Il tuo ex non muore mai, Bloodshot
- Mattia Bressan in Love Again